# Opmeer
Opmeer – gmina i miasto w Holandii w regionie Zachodnia Fryzja i prowincji Holandia Północna. Gmina liczy 11.212 mieszkańców (01-01-2007) i zajmuje powierzchnię 41,68 km². Miasto partnerskie Goleniowa.

## Miasta partnerskie
- Goleniów